# Ильиниса
Ильиниса (исп. Illiniza) — стратовулкан в Южной Америке, в Эквадоре. Вулкан имеет две основные вершины: Ильиниса Норте высотой 5126 метров над уровнем моря и Ильиниса Сур высотой 5248 метров. Вулкан неактивный, время последнего извержения вулкана неизвестно.

## Физико-географическая характеристика

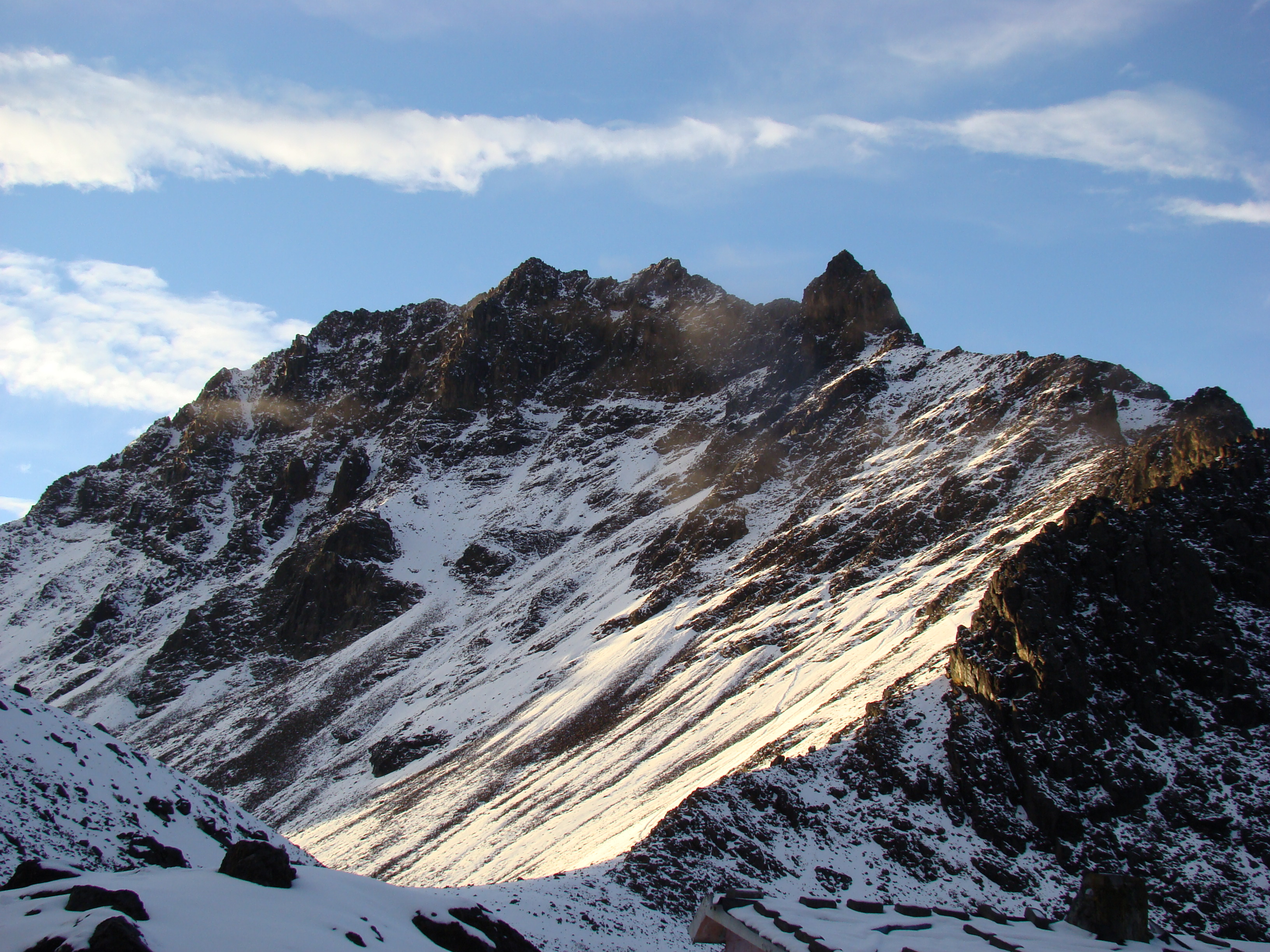
Ильиниса Норте

Вулкан Ильиниса расположен в эквадорской провинции Котопахи примерно в 60 километрах к юго-востоку от столицы страны Кито. Вулкан имеет две вершины: вершину Ильиниса Норте (или Ильиниса Северная, исп. Illiniza Norte), высотой 5126 метров над уровнем моря, и более высокую вершину Ильиниса Сур (или Ильиниса Южная, исп. Illiniza Sur) высотой 5248 метров над уровнем моря. Расстояние между вершинами около 1,8 километра. Вершины покрыты ледниками. Большая часть вулкана сформировалась в плейстоцене. Вершина Ильиниса Норте является остатком основного вулкана, тогда как более молодая Ильиниса Сур состоит преимущественно из андезит-дацитовых пород и окружена пирокластическими отложениями. На Ильинисе Сур присутствует небольшая кальдера, частично заполненная застывшей лавой. Вулкан Ильиниса находится на территории экологического заповедника Ильиниса, также известного как Национальный парк Ильиниса (англ. Illinizas Ecological Reserve, или Illinizas National Park, исп. Reserva Ecologica Los Illinizas). Вулканы преимущественно состоят из дацитовых, андезитовых и базальтовых горных пород, реже встречаются риолитовые породы.

## Извержения
Подтверждённые данные о недавних извержениях отсутствуют. На южной стороне вулкана присутствует лавовый купол Tishigcuchi, который был активен в течение голоценового периода. Некоторые исследования показали, что вулкан мог иметь и более поздние извержения.

## История восхождений

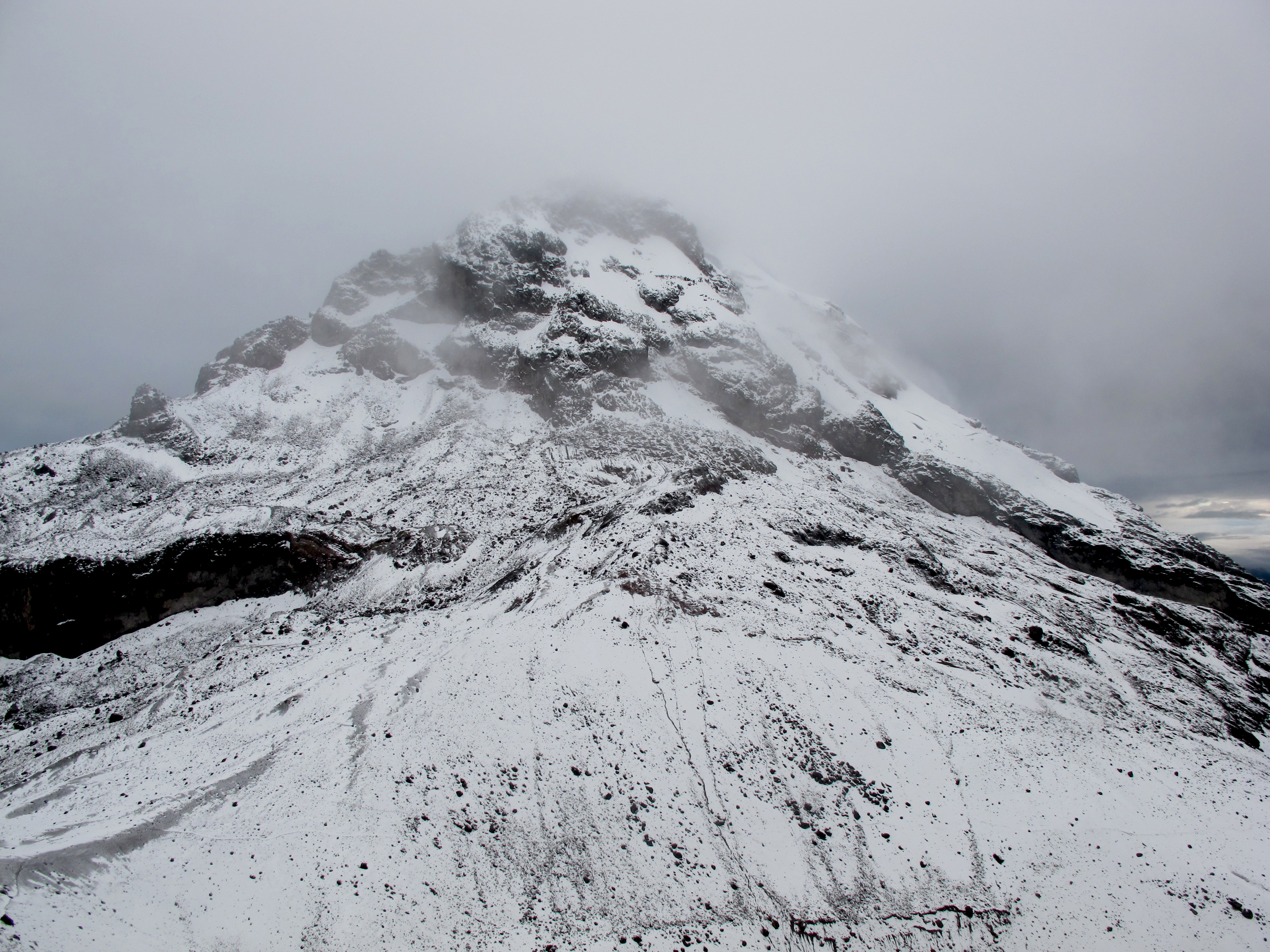
Ильиниса Сур

8 февраля 1880 года Эдуард Уимпер, Жан-Антуан Каррель и Луи Каррель предприняли попытку восхождения на Ильинису Сур, но потерпели неудачу. После этого Уимпер дважды пытался подняться на гору (в феврале и июне 1880 года), но также безуспешно. Первое восхождение на Ильинису Сур совершили Жан-Антуан и Луи Каррель в мае 1880 года. Ильиниса Норте была покорена в марте 1912 года А. Виллавиченцо и эквадорским горным гидом и альпинистом Н. Мартинесом.
21 октября 2012 года трое эквадорских альпинистов (Мария Фернанда Чача, 22 года; Серхио Гомес Вискайно, 28 лет; Фредди Веласкес, 34 года) погибли при спуске с вершины Ильиниса Сур в результате падения с 300-метровой высоты. Их смерть стала поводом для дискуссии в Министерстве охраны окружающей среды Эквадора о том, что все восхождения на вершины высотой более 5000 метров над уровнем моря должны совершаться в сопровождении аккредитованных гидов. В результате, было принято постановление о том, что, начиная с 2013 года, любые занятия экстремальными видами спорта на территории национальных парков должны проводиться при посредничестве туристических агентств. Эти агентства должны действовать в соответствии с правилами туризма и отдыха, установленными на территории национальных парков. Все туристы, собирающиеся заниматься экстремальными видами спорта, должны подписать документ, который освобождает национальные парки от ответственности за их жизнь и здоровье, а также должны быть готовы предъявить страховку и предполагаемый маршрут контролирующим организациям по их требованию.

## Маршруты восхождений
Ильиниса Норте является более лёгкой вершиной для восхождения по сравнению с Ильинисей Сур. Классический маршрут на Ильинису Норте имеет категорию II по классификации UIAA (или категорию F по классификации IFAF). Маршрут на Ильинису Сур также имеет категорию II по классификации UIAA (но по классификации IFAF он имеет сложность PD+, что сложней, чем F). Оба маршрута проходят через приют Refuge des Illinizas (Nuevos Horizontes), расположенный на высоте 4700 метров над уровнем моря у подножия северо-восточной стороны вершины Ильиниса Сур. На Ильинису Сур восхождение далее следует по северо-восточной стороне вершины, на Ильинису Норте — по южной стороне.